# 竞技体操

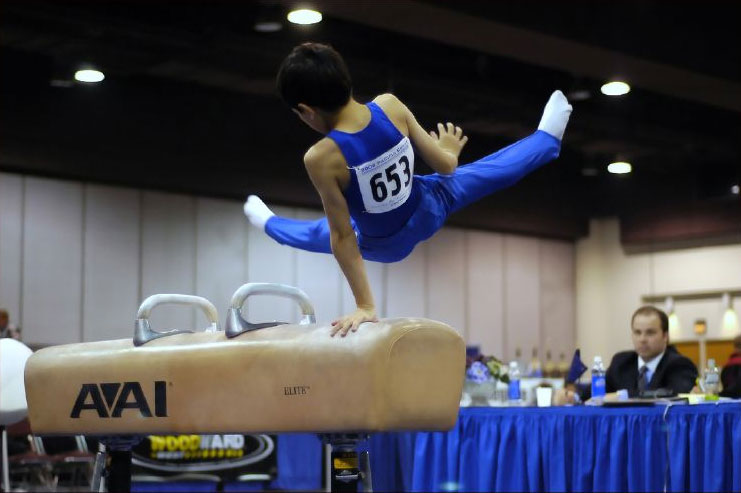
鞍马比赛

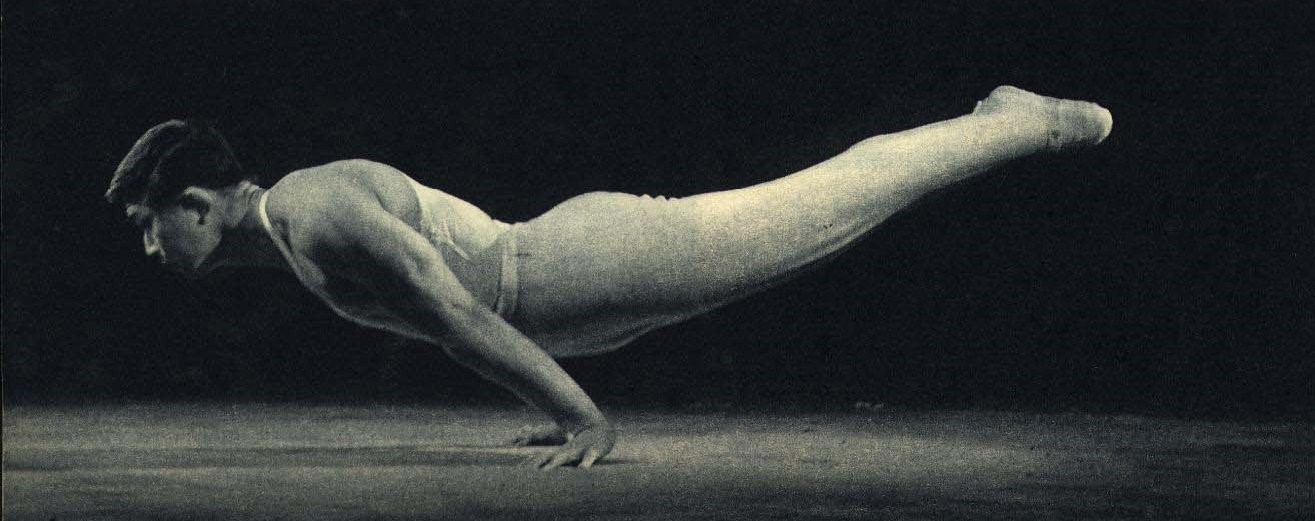
1962年中国体操运动员叶贻达在做水平支撑

竞技体操是体操的一种，运动员在大约30秒到90秒的时间内完成一套动作。竞技体操是夏季奥运会最受欢迎的项目之一。
竞技体操不是一项很流行的运动，因为即使是入门级的动作也需要很好的身体素质和很高的技巧，另外，在很多国家，体操相对其他运动，是一项昂贵的运动。
男子竞技体操（MAG）和女子竞技体操（WAG）的主要区别在于男子体操更侧重于力量，而女子体操则侧重于艺术性，平衡感和协调性。
国际体操联合会（FIG）制定了竞技体操的評分规则，并管理国际级的賽事。

## 发展历史
体操（Gymnastics）一词源于古希腊文（Gymnastike），指裸体技艺。尽管体操在古中国和古印度都有着悠久的历史，目前普遍认为体操起源于2000多年前的古希腊。在荷马、亚里士多德和柏拉图的著作中都提到了体操。当时的体操包含了很多的内容，现在已经逐渐演变为多种现代运动：游泳、赛跑、摔角、拳擊、骑马等。
19世纪初，德国和捷克斯洛伐克逐步发展现代体操形式，同时术语“竞技体操”（artistic gymnastics）也在同一时期开始使用。 德国教育家弗里德里希·路德维希·雅恩创建了体操的几个单项，其中包括单杠和双杠。雅恩也因此被称为“现代体操之父”。
国际体操联合会于1881年成立，至今仍然承担着管理国际体操比赛以及制定规则的功能。当时只有三个成员国，名称为“欧洲体操联合会”。直到1921年，第一个非欧洲国家加入后，才改成“国际体操联合会”。体操是1896年第一屆奧運的比赛项目之一，不过女子自1928年起才允许参加奥运会。世界体操锦标赛从1903年开始举办，直到1934年才允许女子参加。很多运动项目，男子和女子没有很大区别。体操则不同，从那时起，男子体操和女子体操作为两个分支开始发展。

### 女子竞技体操（WAG, Women's Artistic Gymnastics）
女子竞技体操团体比赛1928年列为奥运会比赛项目。1950年的世界体操锦标赛规定，女子竞技体操比赛包括团体、个人全能和各个单项比赛。两年后的1952年奧運，也采用了相同的形式，保留至今。
早期，大部分女子竞技体操运动员都接受过芭蕾舞训练。苏联体操运动员拉里莎·拉特尼娜在22岁时获得了第一块奥运会女子体操全能金牌，之后在26岁和30岁时蝉联了这个项目的奥运金牌。1957年她怀有身孕的时候还获得了世界体操锦标赛冠军。捷克体操运动员薇拉·恰斯拉夫斯卡在拉里莎之后获得了两次全能奥运金牌。她也是在22岁时获得第一块金牌。
1970年代，奥运会体操运动员的年龄大大降低。柳德米拉·托里谢娃第一次参加奥运会时年仅16岁。根据当时的体操计分规则，小巧的女孩更适合做一些高难度的动作，因此参加大型比赛的运动员的年龄大部分为14岁或15岁。1980年7月举行的国际体操联合会第59届会议决定提高参加比赛选手的最低年龄。 但是这个规定并没有起什么作用，1992年奥运会，高水平的运动员几乎都是消瘦的十几岁的女孩子。很多人开始担忧运动员的健康情况。
1997年，国际体操联合会将参加大型比赛的最低年龄限制为16岁，同时修改了体操计分规则。之后，尽管大部分运动员的年龄在20岁以下，身高和体重也低于平均值，但是同时也可以看到20岁以上的选手仍然在场上比赛。2005年世界体操锦标赛，欧卡莎娜·丘索维京娜已经30岁了，夺得跳马银牌，两年后世锦赛她夺得了该项目的铜牌，她在2008年北京奥运会上以33岁的高龄参加体操比赛，并获得了一枚跳马的银牌。2004年奥运会，美国队和俄罗斯队的不少队员年龄都在25岁左右。其他队，如澳大利亚、法国和加拿大也有不少年龄较大的选手参赛。

### 男子竞技体操（MAG, Men's Artistic Gymnastics）
1896年，男子竞技体操是奥运会比赛项目之一。最初，没有明确规定比赛的形式。因此，有很多奇特的动作出现在早期奥运会的比赛中，如攀爬和摇摆动作。世界体操锦标赛也是如此，很多体操动作和摇摆动作结合在一起。自1954年起，摇摆动作不再应用在体操比赛中。
1896年第一届奥运会设立了单杠、双杠、鞍马、吊环和跳马单项比赛，1900年设立了团体比赛，1904年增加了个人全能比赛，自由体操则在1932年列为比赛项目。从1936年以后，奥运会男子体操比赛的项目就固定下来至今。

## 比赛形式
现今，高水準的国际比赛包含几个部分：团体资格赛，团体决赛，个人全能决赛和单项决赛。
团体资格赛（team qualifying，缩写TQ）阶段，运动员以国家为小组参加所有4个/6个项目的比赛。这个阶段的比赛成绩决定了参加团体和个人决赛的名单。目前团体资格赛成绩的计分方式为5-4-3，表示每支队伍由5名运动员组成，每个单项选派其中4名运动员参加，最高的三个成绩计入总分。
团体决赛（team finals，缩写TF）阶段，运动员以国家为小组参加所有4个/6个项目的比赛。比赛成绩决定了最终的名次。目前团体决赛成绩的计分方式为5-3-3，表示每支队伍由5名运动员组成，每个单项选派其中3名运动员参加，成绩全部计入总分。
全能决赛（all-around finals，缩写AA），运动员以个人为单位参加所有4个/6个项目的比赛。比赛成绩决定了最终的名次。每个国家只能选派两名运动员参加全能决赛。
单项决赛（event finals，缩写EF），由每个项目最顶尖的8名运动员参加比赛。每个国家只能选派两名运动员参加每个单项决赛。

## 体操计分规则
体操计分规则由国际体操联合会负责制定，每个奥运周期修订一次。
2006年之前，运动员在比赛中的动作将被设定一个起评分（Start Value，缩写SV），最高不超过10.0分。如果一套动作具备所有的必须元素，将自动获得基本起评分（1996年为9.4，1997年为9.0，2001年为8.8）；根据动作的难度获得难度加分，也可以将几个难度较低的动作连接在一起获得连接加分，直到满分10.0分。
2006年后，积分规则有了较大的修改。最大的争议是计分从“满分10分”改为不封顶的分数。这意味着，运动员可以不断加大动作难度，来获得更高的起评分。而大部分参加比赛的选手的年龄在20岁以下。
尽管很多人反对新的规则，如奥运会冠军莉莉娅·波德克帕耶娃（1996年女子個人全能及自由體操金牌）、斯维特兰娜·博金斯卡娅（1988年女子跳馬金牌）、夏伦·米勒（1996年女子平衡木金牌）、维塔里·谢尔博（1992年男子個人全能、鞍馬、吊環、跳馬和雙槓金牌）以及罗马尼亚队教练。但是目前没有迹象表明将废弃新的计分规则。

## 大型比赛

### 国际比赛
- 奧運會：競技體操是四年舉行一次的夏季奧運會最受歡迎項目之一。參加團體比賽的隊伍由前一年世界體操錦標賽的成績決定。如果一個國家沒有足夠多高水平的運動員參加團體比賽，可以選派運動員參加單項比賽。

- 世界體操錦標賽：國際體操聯合會的成員國家可以參加該項比賽。比賽的項目根據年份不同而不同：有時同時舉辦團體、全能和單項比賽，有時只舉辦全能和單項比賽，有時只舉辦單項比賽。

- 體操世界盃：每年舉行若干站分站賽，分站賽成績優秀的選手參加總決賽。2009年開始停止舉辦。

- 友好運動會：現在已經停止舉辦。

### 州际比赛
- 亚洲运动会：亚洲最大的综合性体育赛事，每隔四年举办一次，竞技体操是比赛项目之一。所有亚洲国家都可以参加。

- 全非运动会：非洲最大的综合性体育赛事，每隔四年举办一次，竞技体操是比赛项目之一。所有非洲国家都可以参加。

- 泛美运动会：美洲的国际综合性体育活动，每隔四年举办一次，竞技体操是比赛项目之一。所有美洲国家都可以参加。

- 英联邦运动会：英联邦国家每隔四年举办一次的综合性运动会，竞技体操是比赛项目之一。

- 欧洲体操锦标赛：欧洲的竞技体操专项赛事，每隔两年举办一次。所有欧洲国家都可以参加。

- 泛太平洋体操锦标赛：竞技体操专项赛事，每隔两年举办一次。太平洋联盟成员国可以参加，包括美国、中国、澳大利亚、加拿大、紐西兰、墨西哥等太平洋沿岸国家。

## 歷史上的强国

### 苏联/俄罗斯/乌克兰
在1991年苏联解体之前，苏联体操队在男子体操和女子体操都有很大优势，1952年到1992年期间，苏联女子体操队几乎囊括了奥运会和世界体操锦标赛的团体冠军，只有四次例外：1984年的奥运会，苏联没有组队参加，以及1966年，1979年和1987年的世界体操锦标赛。大部分运动员来自俄罗斯联邦、乌克兰和白俄罗斯。
在苏联解体后，俄罗斯继续保留了传统的体操优势，在奥运会的男子项目和女子项目摘金夺银。斯维特兰娜·霍尔金娜、阿莉婭‧穆斯塔芬娜、阿列克谢·涅莫夫是其中的佼佼者。乌克兰也成为一支强队，莉莉娅·波德克帕耶娃是1996年奥运会全能以及自由體操的冠军。白俄罗斯则在男子项目上具有优势，维塔里·谢尔博一人在1992年奥运会独得6块金牌。

### 罗马尼亚
1976年奥运会，罗马尼亚体操队第一次在国际比赛上大放异彩。年僅14歲的纳迪娅·科马内奇（Nadia Comaneci）一人独得三金一银一铜，並創下首位得到滿分（perfect ten）的選手的紀錄。自此，罗马尼亚女子体操队在团体和个人项目一直保持领先优势。1979年到1987年之间，罗马尼亚队是唯一一支在国际比赛上可以和苏联抗衡的队伍。罗马尼亚队还获得了1984年、2000年和2004年夏季奥运会女子团体冠军。自1976年以来，每次大型比赛，至少获得一块女子組个人金牌。而罗马尼亚男子組体操队整体实力不强，遜色許多。

### 美国
庫爾特·托馬斯和凱西·瑞比是1970年代美国体操的代表，在世界体操锦标赛为美国队获得奖牌。1984年在美国本土洛杉矶举行的奥运会上，美国体操队夺得男子体操团体金牌和女子体操团体银牌（苏联没有参加本次奥运会）。美国女子体操队于1996年在亚特兰大奥运会有了重大突破，首度获得女子团体金牌。2004年奥运会，美国体操男队和女队均获得了团体银牌。而2005年在澳大利亚墨尔本举行的世界体操锦标赛上，美国女队包揽了除跳马外的所有女子体操项目金牌。

### 中国
最近30年里，中国男子体操和女子体操发展迅速，不仅在团体项目并且在个人项目都有突破。中国男子体操队获得了2000年奥运会、2008年奥运会和2012年奥运会的团体冠军，并夺得第30届、第31届、第33届、第37届、第39届和第40届世界体操锦标赛团体冠军（不是每届比赛都设置团体项目）。2000年以后几乎在所有国际比赛上保持前三名的位置。李宁、李小双、李小鵬、杨威、鄒凱是各个时期的杰出运动员。女子体操在1984年奥运会上由马燕红为中国体操队获得首枚单项金牌。2006年第39届世界体操锦标赛，中国女子体操队第一次获得团体金牌。2008年在本土举行的北京奥运会上首次获得女子团体金牌，此外取得平衡木金牌3次（2000年、2012年、2020年），高低槓金牌三次（1984年、1992年、2008年）。

### 日本
1960年代和1970年代，日本男子体操队是一支体操超级强队，他们蝉联了自1960年到1976年五届奥运会男子团体的金牌。日本革新了很多体操动作，包括“冢原跳”（侧手翻内转90°团身后空翻）。2004年和2016年奥运会，日本队再次获得了男子体操团体金牌。

### 民主德国
民主德国在合并之前也是一支体操强队，经常在奥运会或世界锦标赛获得银牌或铜牌。

### 其他国家
在过去的时间，很多国家竞技体操运动发展迅速。匈牙利、加拿大、韩国、西班牙、意大利、澳大利亚、巴西、法国和英国都在世界大赛上获得过奖牌。其中澳大利亚女子体操队在2003年世界锦标赛获得团体铜牌，两年后世界杯又获得个人全能铜牌。
意大利女子組體操队也是一支新生力量，她们在2005年和2006年欧洲锦标赛战胜了俄罗斯和罗马尼亚获得团体冠军。2016年的里約奧運會，兩名（一個國家，最多只能有兩位運動員進入決賽）義大利體操運動員進入自由體操決賽，其中一名獲得第四名。